# Paradidymis

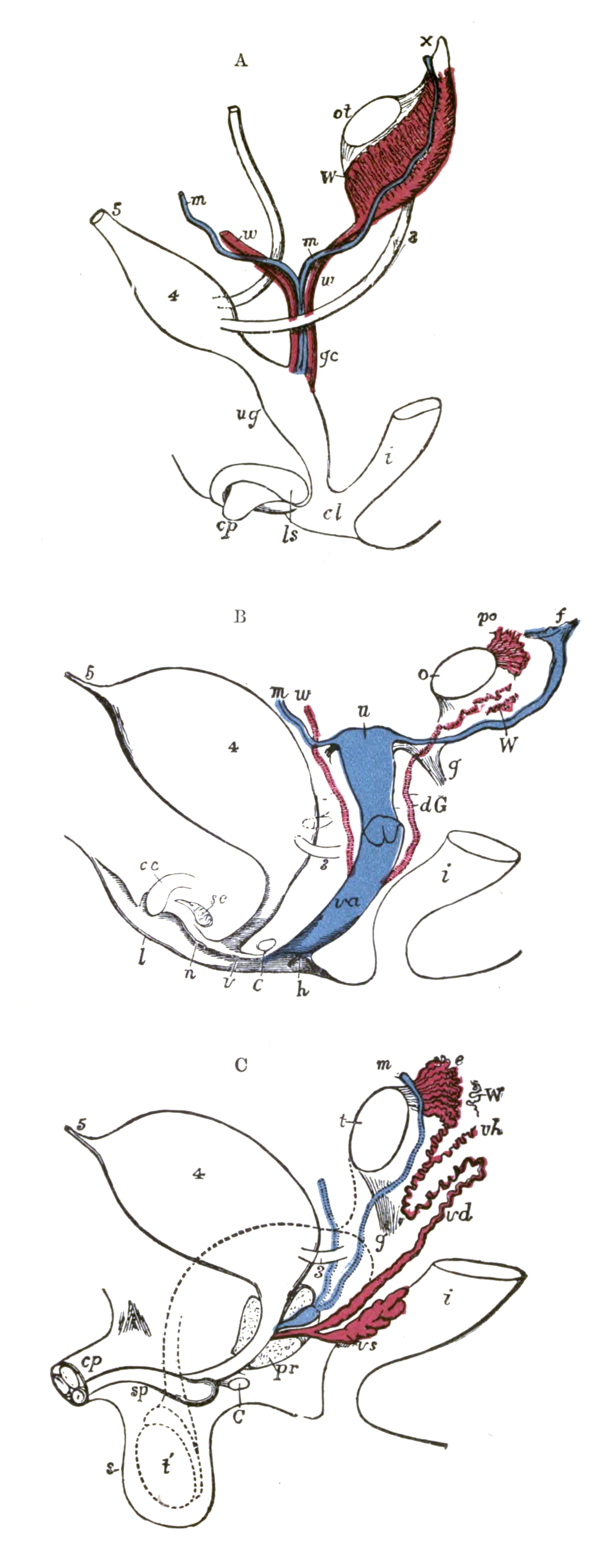
Schema's die de mannelijke (C) en vrouwelijke (B) ontwikkeling aangeven vanuit een gemeenschappelijk type (A). W bij mannelijk type (C) is paradidymis, e: kop van de bijbal. W bij vrouwelijk type (B) is paroöforon.

De paradidymis (meervoud: paradidymides), orgaan van Giraldés of paradidymis van Waldeyer is een gelijkmatige, ronde of langwerpige knobbel van variabele grootte bestaande uit een verzameling kronkelige, afgesloten kanaaltjes, gelegen in het bindweefsel vóór het onderste deel van de zaadstreng, tussen de kop van de bijbal en de zaadleider. Het zijn de resten van de oernierkanaaltjes die bij de vorming van de teelballen geen aansluiting met het testisnetwerk van fijne kanaaltjes (rete testis) hebben gekregen. Het komt meestal alleen bij kinderen voor en verdwijnt bij volwassenen.
Deze dunne kanaaltjes zijn bekleed met cilindrisch trilhaarepitheel en vertegenwoordigen waarschijnlijk de overblijfselen van een deel van het lichaam van Wolff (lichaam van Wolff = oernier + metanefrogeen blasteem), zoals de bijbal, maar zijn functieloos en rudimentair. Het lichaam van Wolff functioneert als een oernier bij vissen en amfibieën, maar het overeenkomstige weefsel wordt gebruikt om delen van het mannelijke voortplantingssysteem te vormen bij andere klassen van gewervelde dieren. De paradidymis vertegenwoordigt een overblijfsel van een ongebruikt, geatrofieerd deel van het lichaam van Wolff.
De paradidymis is homoloog aan het vrouwelijke paroöforon, aangezien ze beide ontspringen uit de gangen van Wolff.